# Штајненброн
Штајненброн (њем. Steinenbronn) општина је у њемачкој савезној држави Баден-Виртемберг. Једно је од 25 општинских средишта округа Беблинген. Према процјени из 2010. у општини је живјело 6.075 становника. Посједује регионалну шифру (AGS) 8115046.

## Географски и демографски подаци
Штајненброн се налази у савезној држави Баден-Виртемберг у округу Беблинген. Општина се налази на надморској висини од 431 метра. Површина општине износи 9,7 km². У самом мјесту је, према процјени из 2010. године, живјело 6.075 становника. Просјечна густина становништва износи 625 становника/km².

## Међународна сарадња
| Мјесто | Држава    | Врста сарадње | Од    |
| ------ | --------- | ------------- | ----- |
| Ле Ру  | Белгија   | партнерство   | 1992. |
| Пола   | Италија   | партнерство   | 1991. |
|        | Француска | партнерство   | 1966. |
| Извор  |           |               |       |